# Pany Yathotou
Đây là một tên người Lào; họ tên được viết theo thứ tự tên trước, họ sau: họ là Yathotou.
Pany Yathotou (tiếng Lào: ປານີ ຢ່າທໍ່ຕູ້; sinh năm 1951) là một nữ chính trị gia Lào, đương kim Ủy viên Bộ Chính trị Đảng Nhân dân Cách mạng Lào, Phó Chủ tịch nước CHDCND Lào, Nguyên Chủ tịch Quốc hội Lào.

## Tiểu sử
Pa-ny Y-a-tho-tu sinh ngày 18 tháng 2 năm 1951, tại tỉnh Xiêng Khoảng, Lào; dân tộc H'Mông Lào.
Trong giai đoạn từ 1959 đến 1975 bà học tại Việt Nam Dân chủ Cộng hòa, đã hoàn thành các bậc tiểu học, trung học và chương trình Cử nhân kinh doanh Ngân hàng.
Sau khi về nước năm 1976 bà làm việc tại Ngân hàng Ngoại thương Viêng Chăn với chức vụ là Phó Giám đốc Bộ phận Ngân sách của Ngân hàng.
Năm 1977, bà làm việc tại Ngân hàng Quốc gia Lào.
Năm 1979 được kết nạp đảng viên Đảng Nhân dân Cách mạng Lào.
Bà là Ủy viên Ban Chấp hành Trung ương Đảng Nhân dân Cách mạng Lào từ tháng 3/1991.
Bà là Đại biểu Quốc hội Lào các khóa 4, 5, 6, 7, 8.

### Sự nghiệp chính trị
Từ năm 1978 – năm 1979, Vụ trưởng Vụ Ngoại tệ;
Từ năm 1982 – năm 1983, Vụ trưởng Vụ Kế hoạch và Kinh tế;
Từ năm 1983 – năm 1985, Vụ trưởng Vụ Đầu tư;
Từ năm 1986 – năm 1997, Thống đốc Ngân hàng Trung ương Lào;
Từ năm 1998 – năm 2002, Ủy viên Ủy ban Thường vụ Quốc hội, Chủ nhiệm Ủy ban Dân tộc của Quốc hội;
Từ năm 2002 – năm 2005, Ủy viên Ủy ban Thường vụ Quốc hội, Ủy viên Thường trực Thường vụ Quốc hội, Phó Chủ tịch Quốc hội nước Lào,
Từ năm 2006 – ngày 22 tháng 12 năm 2010, Ủy viên Ủy ban Thường vụ Quốc hội, Phó Chủ tịch Quốc hội nước Lào;
Tại phiên bế mạc chiều ngày 21 tháng 3 năm 2006, Đại hội Đại biểu toàn quốc Đảng Nhân dân Cách mạng Lào khóa VIII, nhiệm kỳ 2006–2011, đã bầu bà Pany Yathotou giữ chức Ủy viên Bộ Chính trị Đảng Nhân dân Cách mạng Lào.
Ngày 23 tháng 12 năm 2010, bà được Quốc hội Lào bầu giữ chức vụ Chủ tịch Ủy ban Thường vụ Quốc hội, Chủ tịch Quốc hội Lào;
Ngày 21 tháng 3 năm 2011, tại phiên họp lần thứ nhất, Ban Chấp hành Trung ương Đảng Nhân dân Cách mạng Lào khóa IX, nhiệm kỳ 2011–2016, đã bầu bà Pany Yathotou tái đắc cử chức Ủy viên Bộ Chính trị.
Ngày 22 tháng 1 năm 2016, tại Hội nghị Trung ương lần thứ nhất, Ban Chấp hành Trung ương đảng Nhân dân Cách mạng Lào khóa X, nhiệm kỳ 2016–2021, đã bầu bà tái đắc cử chức Ủy viên Bộ Chính trị.
Sáng ngày 20 tháng 4 năm 2016, tại thủ đô Viêng Chăn, kỳ họp thứ nhất, Quốc hội Lào khóa 8, đã bầu bà Pany Yathotou, tái đắc cử chức vụ Chủ tịch Ủy ban Thường vụ Quốc hội, Chủ tịch Quốc hội Lào, với đa số phiếu thuận 145/148.